# Équipe de Tunisie de volley-ball en 1978
L'équipe de Tunisie de volley-ball parvient à remporter sa première médaille d'or aux Jeux africains organisés à Alger. Deux mois après, elle réalise sa pire performance au championnat du monde en se classant dernière après neuf défaites en autant de matchs.

## Matchs
| Date              | Lieu   | Adversaire    | Score                                                                           | Durée | Compétition | Meilleur marqueur | Référence |
| juillet 1978      | Alger  | Égypte        | 1-3 (retrait de l'Égypte après le 1er tour et annulation de tous ses résultats) | -     | JAPT        | -                 |           |
| juillet 1978      | Alger  | Guinée        | 3-0                                                                             | -     | JAPT        | -                 |           |
| juillet 1978      | Alger  | Côte d'Ivoire | 3-0                                                                             | -     | JAPT        | -                 |           |
| juillet 1978      | Alger  | Algérie       | 3-?                                                                             | -     | JADF        | -                 |           |
| 26 juillet 1978   | Alger  | Nigeria       | 3-2 (15-8 8-15 14-16 15-13 15-9)                                                | -     | JAF         | -                 |           |
| 20 septembre 1978 | Udine  | Brésil        | 0-3 (10-15 2-15 8-15)                                                           | -     | CHMPT       | -                 |           |
| 21 septembre 1978 | Udine  | France        | 0-3 (7-15 4-15 6-15)                                                            | -     | CHMPT       | -                 |           |
| 22 septembre 1978 | Udine  | URSS          | 0-3 (1-15 2-15 7-15)                                                            | -     | CHMPT       | -                 |           |
| 24 septembre 1978 | Venise | Belgique      | 0-3 (14-16 3-15 10-15)                                                          | -     | CHMMdc1     | -                 |           |
| 25 septembre 1978 | Venise | Pays-Bas      | 0-3 (2-15 10-15 12-15)                                                          | -     | CHMMdc1     | -                 |           |
| 26 septembre 1978 | Venise | Canada        | 0-3 (14-16 4-15 8-15)                                                           | -     | CHMMdc1     | -                 |           |
| 27 septembre 1978 | Venise | Égypte        | 0-3 (13-15 12-15 10-15)                                                         | -     | CHMMdc1     | -                 |           |
| 30 septembre 1978 | Venise | Venezuela     | 0-3 (12-15 8-15 8-15)                                                           | -     | CHMMdc2     | -                 |           |
| 1er octobre 1978  | Venise | Égypte        | 0-3 (4-15 5-15 10-15)                                                           | -     | CHMMdc3     | -                 |           |

JA : match des Jeux africains de 1978 ;
CHM : match du championnat du monde 1978.
PT Premier tour
DF Demi-finale
F Finale
Mdc1 Match de classement (13 à 24)
Mdc2 Match de classement (21 à 24)
Mdc3 Match de classement (23-24)

## Sélections
Sélection pour le championnat du monde 1978
- Abdelaziz Derbel, Samir Lamouchi, Samir Tebourski, Slim Chiboub, Rachid Boussarsar, Mohamed Kerkeni, Nejib Jenhani, Hedi Karray, Foued Kammoun, Rafik Ben Amor, Mohamed Hachicha, Mongi Dhaou